# Stazione di Bergerac
La stazione di Bergerac (in francese Gare de Bergerac) è la principale stazione ferroviaria di Bergerac, Francia.